# Escultura del Nepal

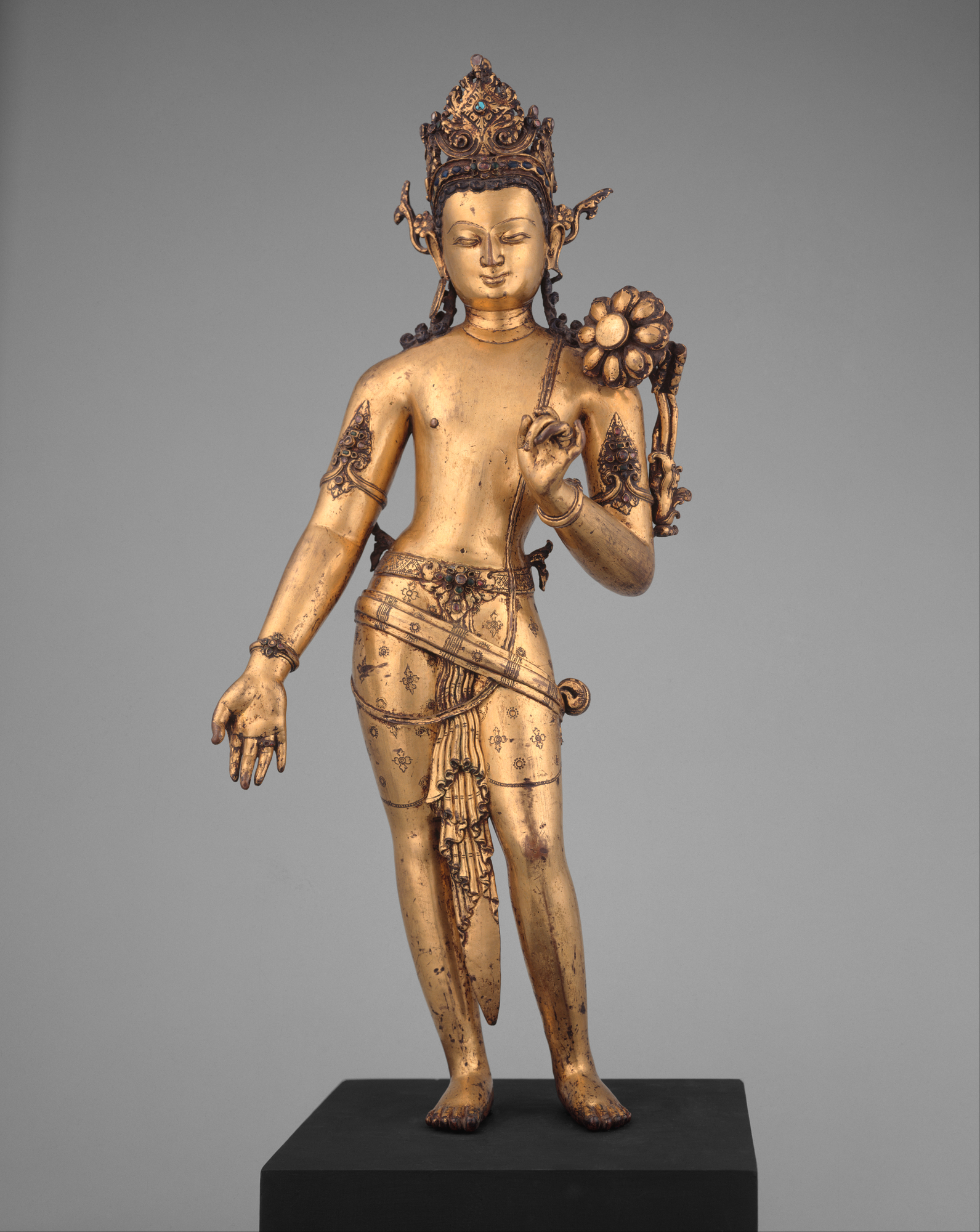
Escultura de la vall de Katmandú de Nepal, es conserva al Museu Metropolità d'Art de Nova York.

L'escultura del Nepal dibuixa influències de l'escultura i l'estil artístic de l'Índia, de les regions de Pala i Gupta específicament. La majoria de les escultures recollides que sobreviuen representen figures i motius religiosos, extrets tant de l'hinduisme com del budisme, ja que les dues religions han conviscut pacíficament a la regió nepalesa durant més de dos mil anys.
Encara que es va inspirar en les tradicions escultòriques de l'Índia i en la iconografia religiosa del budisme i l'hinduisme, l'escultura nepalesa va evolucionar cap al seu propi estil distintiu, amb una tendència cap a ornaments més decorats, actituds físiques exagerades i representacions allargades dels trets facials.

## Període Licchavi
El període Licchavi, nomenat així per la família governant Licchavi, va abastar del 400 al 750.Una escultura de Baman Tribikram erigida pel rei Lichchhavi Man Dev és considerada la més antiga del Nepal. Les escultures que es van crear durant el període de Licchchhavi inclouen les de Palanchowk Bhagawati, Budhanilkantha, etc. Les estàtues dintre del Temple Changu Narayan i el seu entorn, l'estàtua de Palanchowk Bhagawati o l'estàtua de Budhanilkantha són alguns exemples d'escultures realitzades durant el període de Licchchhavi.

## Període Malla

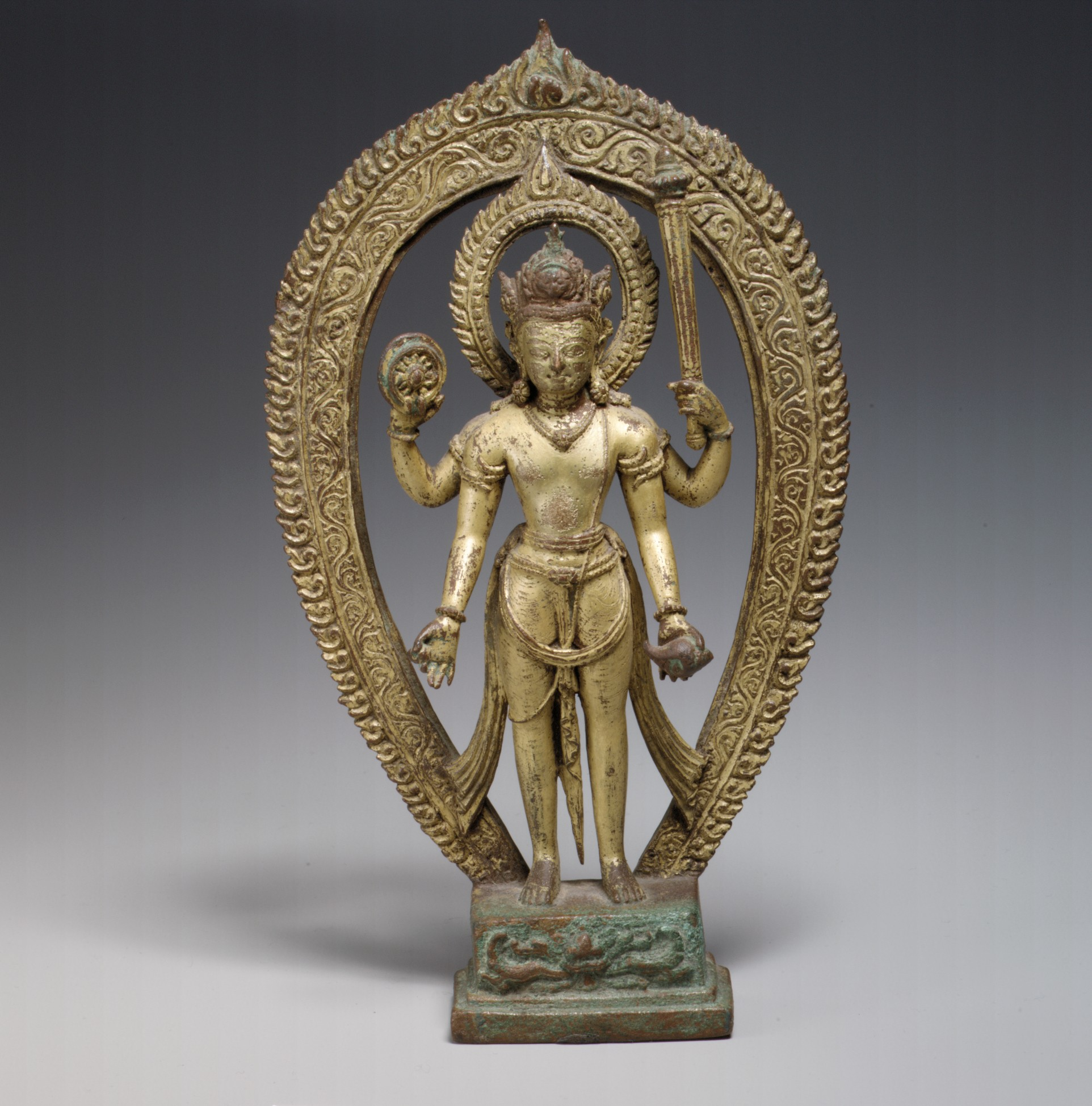
Escultura de Vishnu del segle X

Els governants del període de Malla van patrocinar les creences i tradicions budistes i hindús, el que va portar a ambdues formes de la iconografia religiosa que florissin en l'art i l'escultura. El poble Newar, una tribu que originàriament va habitar la vall de Katmandú, va viatjar extensament per la regió i es va convertir en la influència dominant en termes d'estil artístic en tota la regió que es va estendre a través de les muntanyes Himàlaies. Obres de deïtats que inclouen Ganesha, Shiva, Vishnu, Surya, Laxmi, Sarasvatí o Buda Gautama van ser creades durant aquest període. Altres ídols de reis i déus també eren peces comunes. Els avenços en la tècnica van incloure el desenvolupament de l'emmotllament, l'escultura de joieria i temes basats en el pensament i la pràctica tàntrica.